# Decatur, Texas
Decatur este un oraș în comitatul Wise (a cărui reședință este) din statul american Texas. În 2008, populația totală a orașului era estimată la 6.342 de locuitori. Face parte din metropola Dallas/Fort Worth.